# 1988
Cette page concerne l'année 1988 (MCMLXXXVIII en chiffres romains) du calendrier grégorien.  Pour le nombre 1988, voir 1988 (nombre).
L'année 1988 est une année bissextile qui commence un vendredi.

## En bref
- 20 février : début de la guerre du Haut-Karabagh.
- 14 avril : les accords de Genève marquent la fin de la première guerre d’Afghanistan ; les soldats soviétiques se retirent à partir du 15 mai[1].
- 4 mai : fin de l’affaire des otages du Liban.
- 8 août : manifestations pacifiques demandant l’établissement de la démocratie en Birmanie.
- 20 août : fin de la guerre Iran-Irak.

## Relations internationales

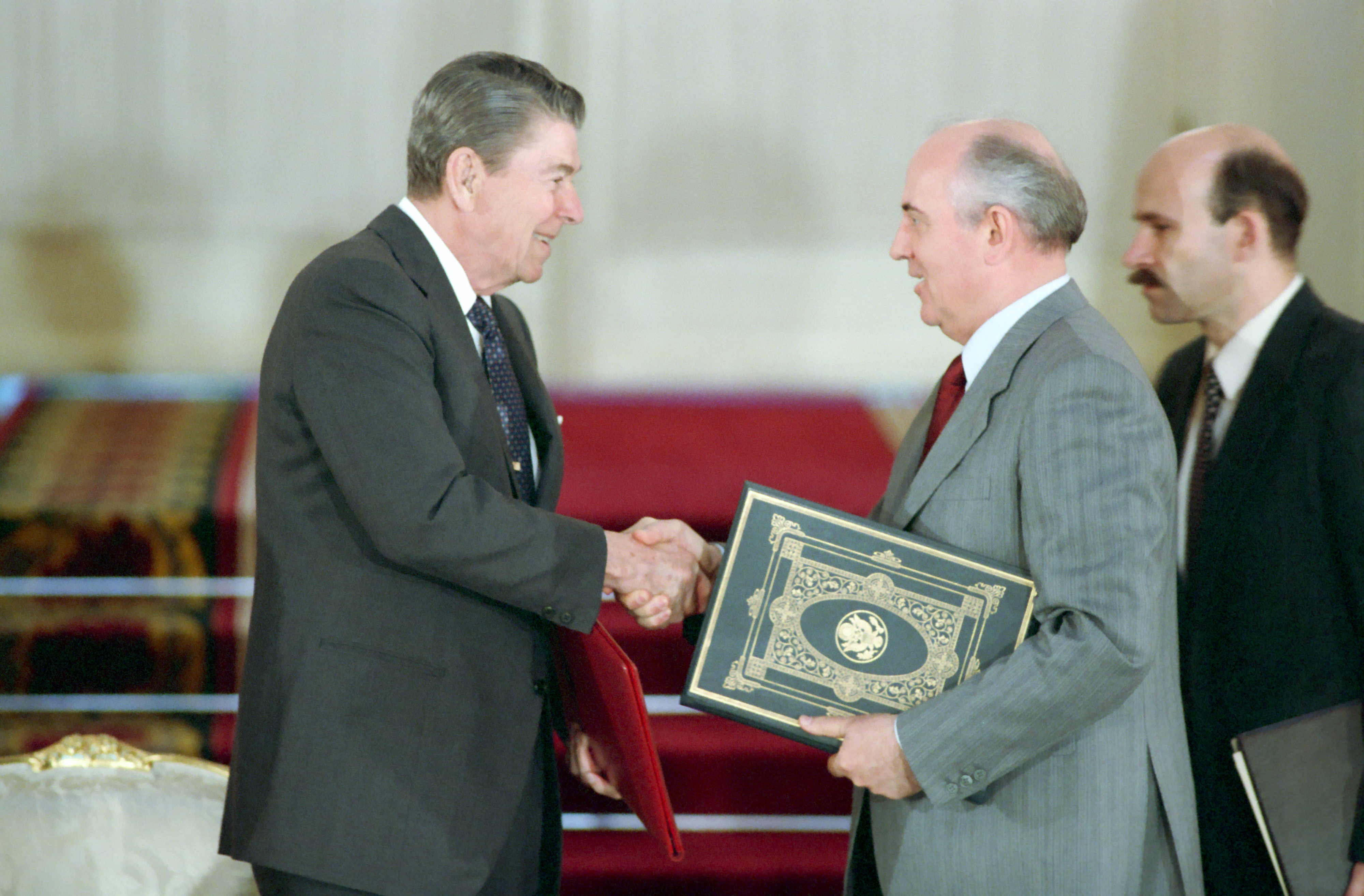
: sommet de Moscou.

- 29 mai - 2 juin : sommet Reagan-Gorbatchev à Moscou[2]. Ronald Reagan y célèbre les Droits de l’homme et les libertés. Accords prévoyant le retrait des troupes soviétiques d’Afghanistan et des troupes cubaines d’Angola.
- 19-21 juin : sommet du G7 à Toronto[3].
- 9-11 novembre : première réunion à Genève du Groupe intergouvernemental sur l’évolution du climat (GIEC) créé par l’ONU à la demande du G7[4]. Il est chargé de faire une synthèse des études scientifiques sur le réchauffement climatique[5].
- 8 décembre : à la suite du séisme d’Erevan (25 000 morts) en Union soviétique, à l’initiative du président Mitterrand, l’Assemblée générale de l’ONU adopte le principe de l’ingérence humanitaire : « assistance humanitaire aux victimes de catastrophes naturelles et situations d’urgence du même type »[6].
- 10 décembre : le prix Nobel de la paix est remis à la Force de maintien de la paix des Nations unies, gardienne de la paix[7].
- 20 décembre : adoption à Vienne de la Convention contre le trafic illicite de stupéfiants et des substances psychotropes (organisée sous l’égide de l’ONU). Elle est mise en application le 11 novembre 1990 et renforce les mesures existantes en matière de lutte contre le trafic de stupéfiants[8].

## Événements

### Afrique
- 5 janvier : manifestations de femmes contre la vie chère à Conakry[9].

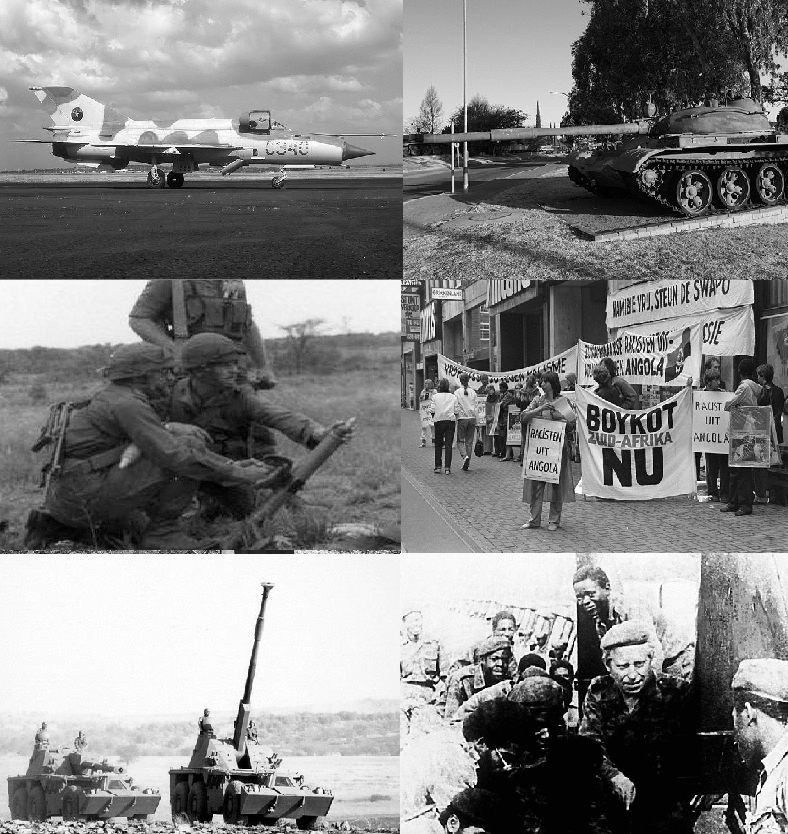
12-20 janvier : bataille de Cuito Cuanavale pendant la Guerre de la frontière sud-africaine. L’Angola sert de base arrière au mouvement de libération de Namibie (SWAPO). Les troupes sud-africaines, envahissent le sud de l’Angola au début de l’année pour appuyer l’UNITA, mouvement dirigé par Jonas Savimbi contre les marxistes du MPLA. Leur échec ouvre la voie à la médiation américaine.

- 12-20 janvier : bataille de Cuito Cuanavale[10].
- 28 février : élections présidentielle et législatives au Sénégal. Abdou Diouf est réélu avec 73,2 % des suffrages exprimés[11].
- 17-18 mars : bataille d’Afabet pendant la guerre d’indépendance de l’Érythrée. Trois divisions éthiopiennes sont détruites, avec peut-être 10 000 morts. Les insurgés s’emparent d’un butin considérable[12].
- 24 avril : Paul Biya, seul candidat, est réélu président du Cameroun[13].
- 16 mai : rétablissement des relations diplomatiques entre l’Algérie et le Maroc, rompues depuis mars 1976[14].
- 6 juin : suppression du poste de Premier ministre au Mali[15].
- 10-11 juin, Tchad : opération Mount Hope III ; un hélicoptère d’attaque libyen Mil Mi-25 Hind-D de fabrication soviétique écrasé en 1987, est récupéré par les Américains[16].
- 26 juin : élections législatives maliennes. La liste unique des 82 candidats de l’UDPM (42 sortants) recueille 98,56 % des suffrages exprimés et emporte la totalité des sièges[15].
- 27 juin, guerre civile angolaise : bombardement cubain sur le barrage de Calueque (en) et affrontement au sol entre soldats angolais et sud-africains, sur la frontière namibienne[17].
- 20 juillet : un accord en 14 points est trouvé entre l’Afrique du Sud, l’Angola et Cuba. 50 000 soldats cubains sont alors en Angola[10].
- 5 août : protocole de Genève signé entre l’Afrique du Sud, l’Angola et Cuba, qui prévoit un cessez-le-feu le 10 août et le retrait total des troupes sud-africaines[10].
- 22 août : signature de l’accord de cessez-le-feu entre l’Angola et l’Afrique du Sud à Ruacana[10].
- 30 août : le Maroc et le Front Polisario entament des négociations. Les deux parties acceptent la médiation conjointe des Nations unies et de l’OUA mais ne parviennent pas à une entente[14].
- 19 septembre : signature de premier programme d’ajustement structurel négocié entre le Cameroun, le FMI (Fonds monétaire international) et la Banque mondiale[18].
- 22 septembre, Mali : annonce de la fermeture du bagne de Taoudeni (mines de sel) ; trois membres du CMLN incarcérés pour trahison en 1979 sont relâchés. Les 18 novembre, le président Moussa Traoré amnistie 237 détenus pour célébrer le vingtième anniversaire du régime[15].
- 26 octobre : premières élections municipales multiraciales, réalisées dans le cadre de l’apartheid, en Afrique du Sud[19].
- 9 novembre : Kasdi Merbah forme un gouvernement en Algérie[20].
- 22 décembre : réélection du président Chadli en Algérie.
- 13 décembre : l’accord de Brazzaville, signé le 22 décembre à New York, met fin au conflit international en Angola. Les troupes cubaines se retirent par étapes de l’Angola, tandis que la Namibie accède à l’indépendance, qui est proclamée le 21 mars 1990. La guerre civile continue cependant en Angola[17].

#### Algérie
- 12 janvier : le gouvernement Hamrouche vote une loi d'orientation économique sur les entreprises publiques, qui gagnent en autonomie par apport à la tutelle de l'État.
- Février : visite d'une délégation palestinienne à Alger.
- Juin : nouvelles mesures d'austérité (préconisées par le FMI), afin de rétablir les comptes publics.
- 4 octobre : Émeutes populaires en Algérie. L’Algérie connait une crise économique sans précédent mêlant chômage, inflation et un blocage institutionnel. Une population importante descend dans la rue, pour dénoncer l'injustice, la corruption et l’affairisme du système politique algérien. La capitale est rapidement paralysée par les manifestants, devant l'inaction initiale des forces de l'ordre.
- 5 octobre : Le mouvement s’étend aux principales villes du pays. L'absence de réaction initiale de l'État et la récupération du mouvement par les islamistes provoque la radicalisation des manifestations avec de nombreuses destructions matérielles et les premiers morts des émeutes. Devant l'aggravation sans précédent de la situation sécuritaire, l'armée fait pression sur la présidence pour remplacer un pouvoir civil défaillant.
- 6 octobre : proclamation de l’État de siège. L’armée se déploie dans les principales villes du pays et tire à la mitrailleuse sur la foule. Plus de 500 personnes sont tuées (161 selon les autorités) et des milliers d’autres arrêtées et torturées[21].
- 10 octobre : dans un discours à la télévision nationale, le président Chadli annonce des réformes économiques et sociales avec l’instauration du multipartisme et de la démocratie. Le même jour, des milliers d’islamistes manifestent dans les rues de la capitale pour réclamer l’instauration de la loi islamique[22].
- 15 novembre : le Conseil national palestinien proclame l'indépendance de l'État de Palestine depuis Alger.
- 22 décembre : Chadli Bendjedid, candidat unique, est réélu président de la République algérienne avec 93,3 % des voix.

### Amérique
- 2 janvier : signature de l’accord de libre-échange canado-américain (en vigueur le 1er janvier 1989[23].
- 15-16 janvier : sommet centraméricain d’Alajuela au Costa Rica[24]. Il fait un bilan négatif de la mise en application des dispositions prévues par le plan de paix Arias.
- 16-17 janvier : une nouvelle mutinerie militaire menée par l’ex Lieutenant-colonel Aldo Rico à Monte Caseros met en danger le régime en Argentine[25].
- 17 janvier : Leslie Manigat est élu président de la république à Haïti ; il entre en fonction le 7 février[26].
- 4 février : un tribunal de Floride accuse le dictateur du Panama Manuel Noriega de trafic de drogue[27].
- 14 février, Nicaragua : le gouvernement sandiniste lance une réforme monétaire de grande ampleur, assortie d’un train de mesures de stabilisation impopulaires qui se solderont globalement par un échec[28].
- 11 mars : sanctions économiques des États-Unis contre Panama[29].
- 17 mars : intervention américaine contre les forces sandinistes au Honduras[30].
- 20 mars : l’ARENA remporte les législatives (30 sièges sur 60, 23 pour le PDC) et les municipales au Salvador[31].
- 23 mars, Nicaragua : le gouvernement sandiniste signe l’accord de Sapoá avec la contra qui fait passer le débat du militaire au politique[28].
- 17 juin, Haïti : le général Henri Namphy est destitué par le président Leslie Manigat[26].
- 19-20 juin : coup d’État militaire à Haïti ; le président Manigat est expulsé à Saint-Domingue. Le général Namphy constitue un gouvernement militaire[26].

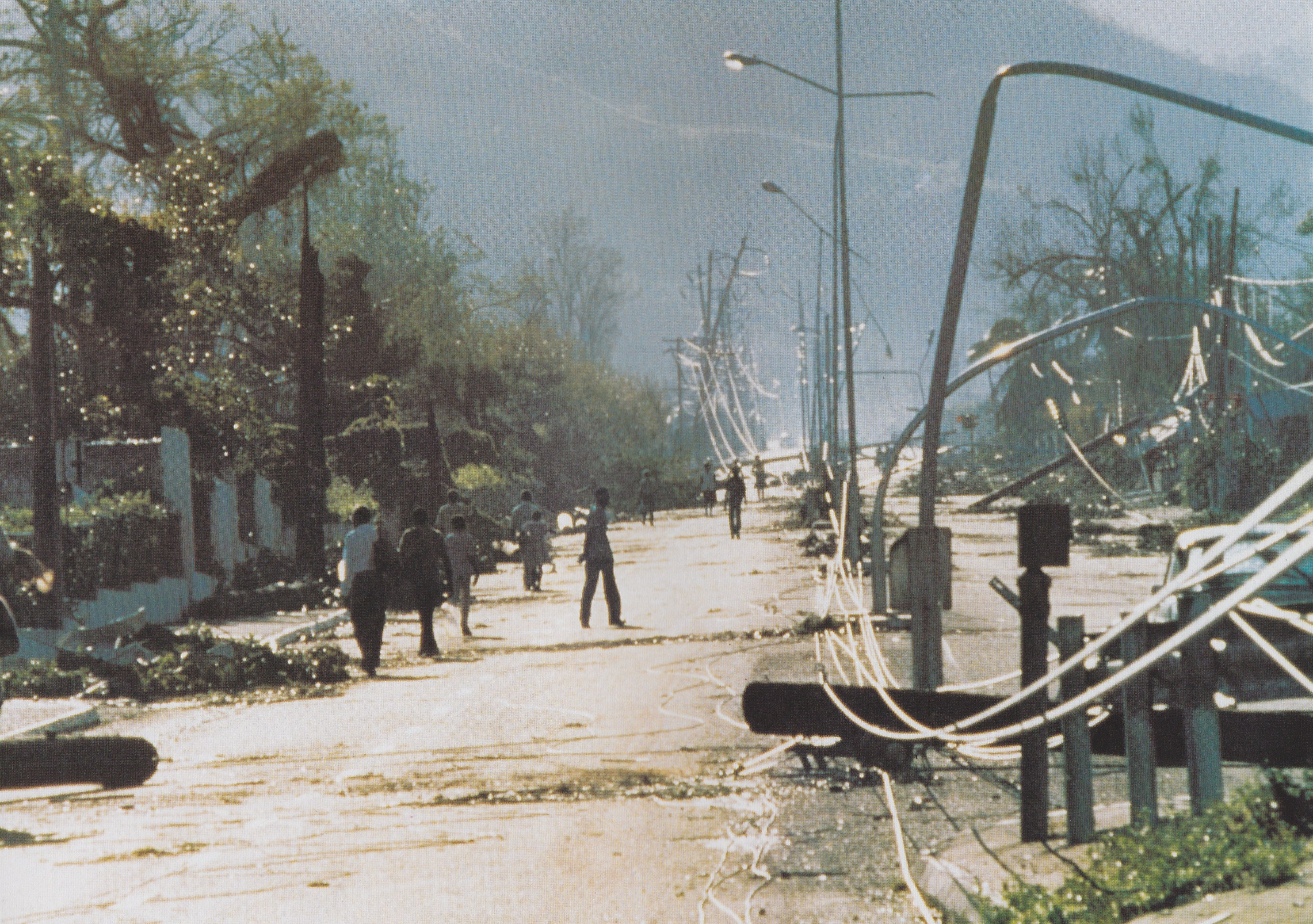
Rues de Kingston après le passage de l’ouragan Gilbert.

- 23 juin : Lors de son audition devant le Sénat, le climatologue en chef de la NASA James E. Hansen expose le phénomène du réchauffement climatique[32].
- 12-14 septembre : l’ouragan Gilbert dévaste la Jamaïque et la péninsule du Yucatán[33] (880 millions de dollars de dégâts).
- 17 septembre, Haïti : le général Henri Namphy est renversé par la garde présidentielle qui le remplace par le général Prosper Avril[26].

- 5 octobre :

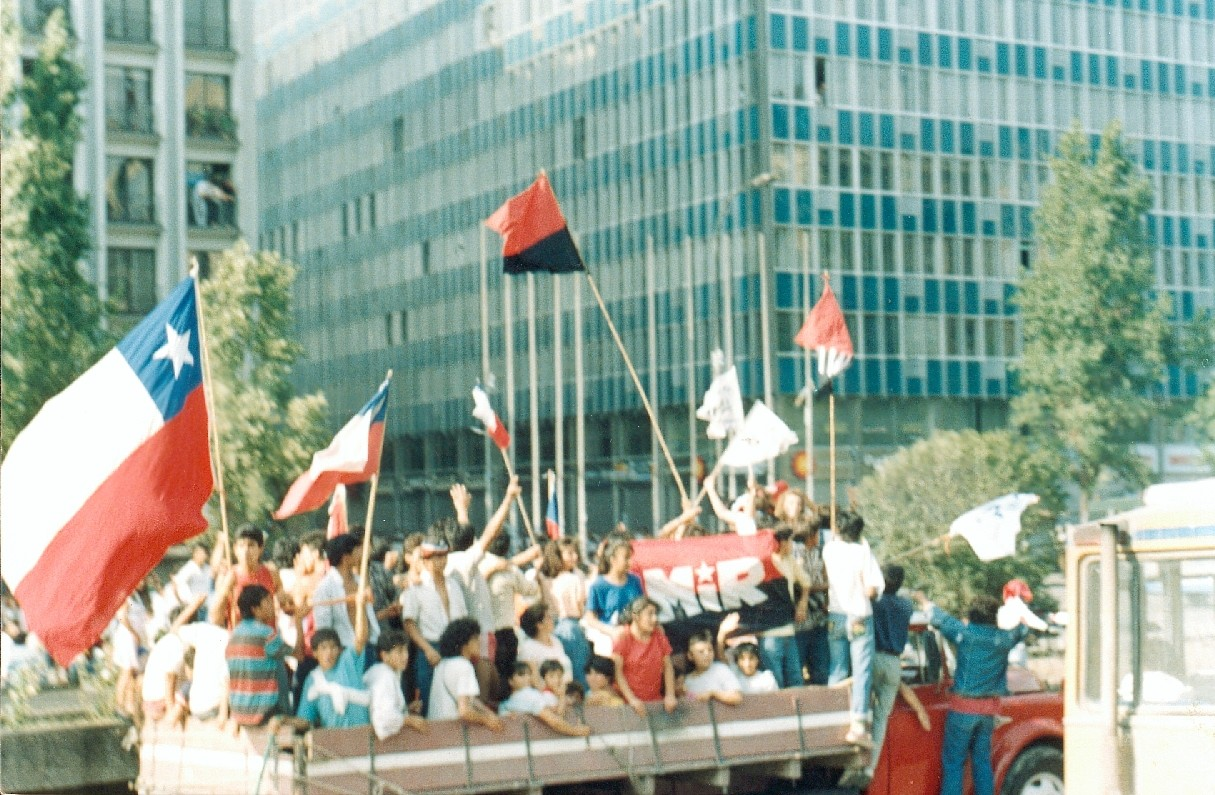
6 octobre : célébration de la victoire du Non lors du référendum au Chili

  - référendum au Chili. 54 % des votants s’opposent à la prolongation du mandat de Pinochet et se prononcent pour la tenue d’élections générales. L’opposition victorieuse se divise pour savoir si elle doit présenter un candidat unique et un programme commun de gouvernement[28]. Elle y renonce provisoirement. Système constitutionnel au Chili. Des élections libres portent au pouvoir un gouvernement chrétien-démocrate.

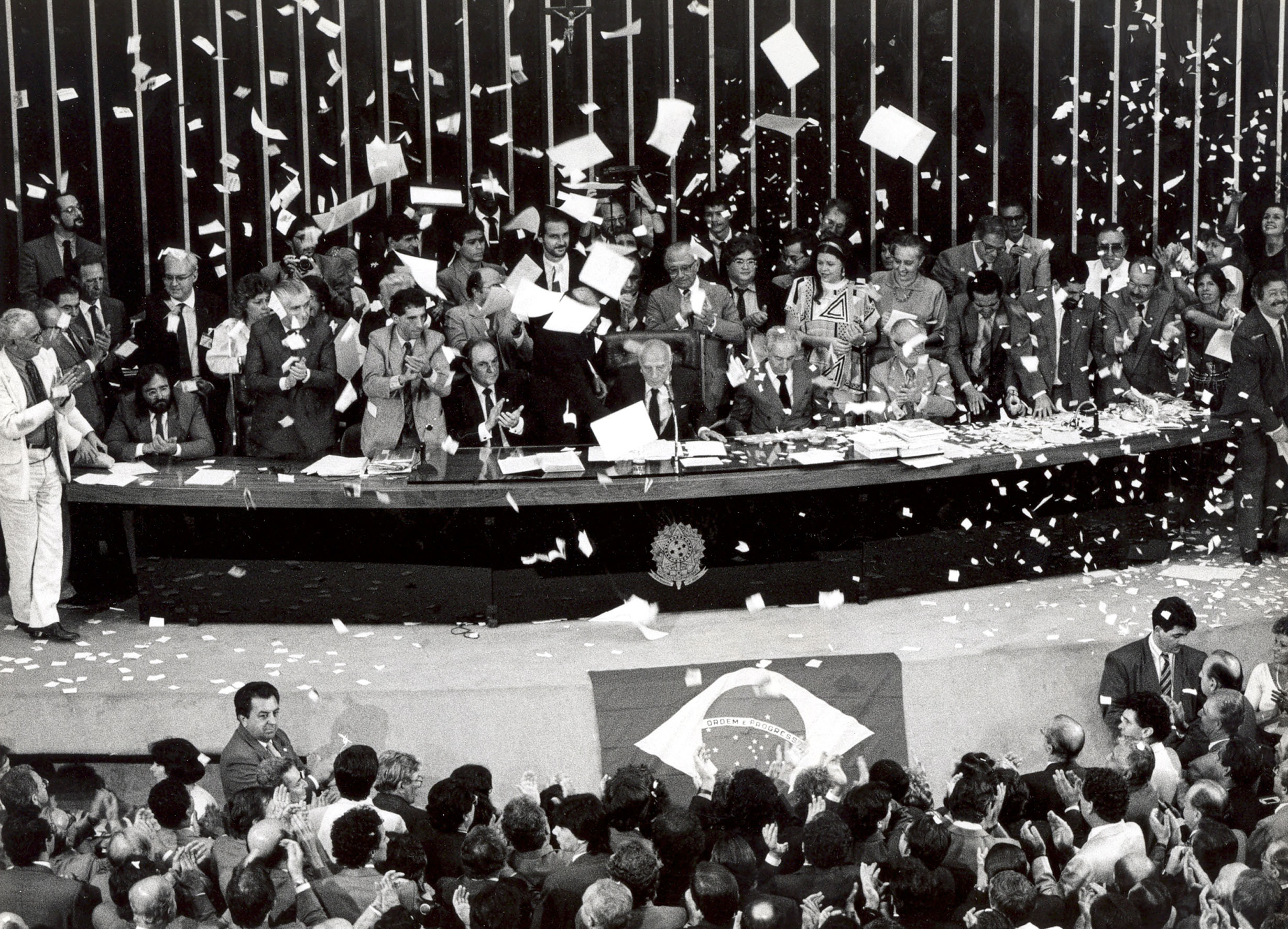
Promulgation de la Constitution au Brésil.

- - Constitution d’octobre 1988 au Brésil : scrutin présidentiel direct à deux tours, accroissement du poids du Congrès face à l’exécutif, décentralisation, droits sociaux et liberté individuelles[34].
- 10 octobre : formation de l’ouragan Joan-Miriam. Il se dissipe le 28 octobre[35].
- 29 octobre : massacre de El Amparo ; 14 pêcheurs sont assassinés par les forces de sécurité vénézuéliennes[36].
- 9 novembre : le vice-président en exercice George H. W. Bush est élu facilement président des États-Unis avec 54 % des votes exprimés sur le démocrate Michael Dukakis[37]. Les démocrates gardent la majorité dans les deux Chambres du Congrès.
- 29 novembre : signature à Buenos Aires d’un traité d’intégration, de coopération et de développement entre le Brésil et l’Argentine, qui se lancent dans une expérience de libéralisation multilatérale des échanges[38].
- 1er décembre : Carlos Salinas de Gortari, candidat du PRI, devient président de la république du Mexique malgré des accusations de fraudes électorales[39].
- 2 décembre : nouvelle mutinerie des Carapintadas à Campo de Mayo et à Villa Martelli en Argentine[25].

### Asie et Pacifique
- 7-8 janvier : bataille pour la colline 3234 dans la première guerre d’Afghanistan[40].
- 29 janvier : le président des États-Unis Ronald Reagan annonce devant le Congrès que les « quatre dragons » (Corée du Sud, Hong Kong, Singapour et Taïwan) n’ont plus à bénéficier du traitement privilégié accordé aux pays en voie de développement[41].
- 26 février : élections législatives samoanes[42].
- 5 mars : manifestation et émeutes à Lhassa pour l’indépendance du Tibet[43].
- 12 mars, Birmanie : une dispute entre étudiants de l’université de Rangoun et des proches d’officiels du régime socialiste provoque une manifestation, qui après la mort d’un étudiant exécuté par un policier le lendemain, dégénèrent en émeutes antigouvernementales, durement réprimées par la police (lac Inya, 16 mars). L’agitation reprend avec la réouverture des universités le 1er juin et est de nouveau réprimée (70 morts à Rangoun et Pégou les 21 et 23 juin)[44].

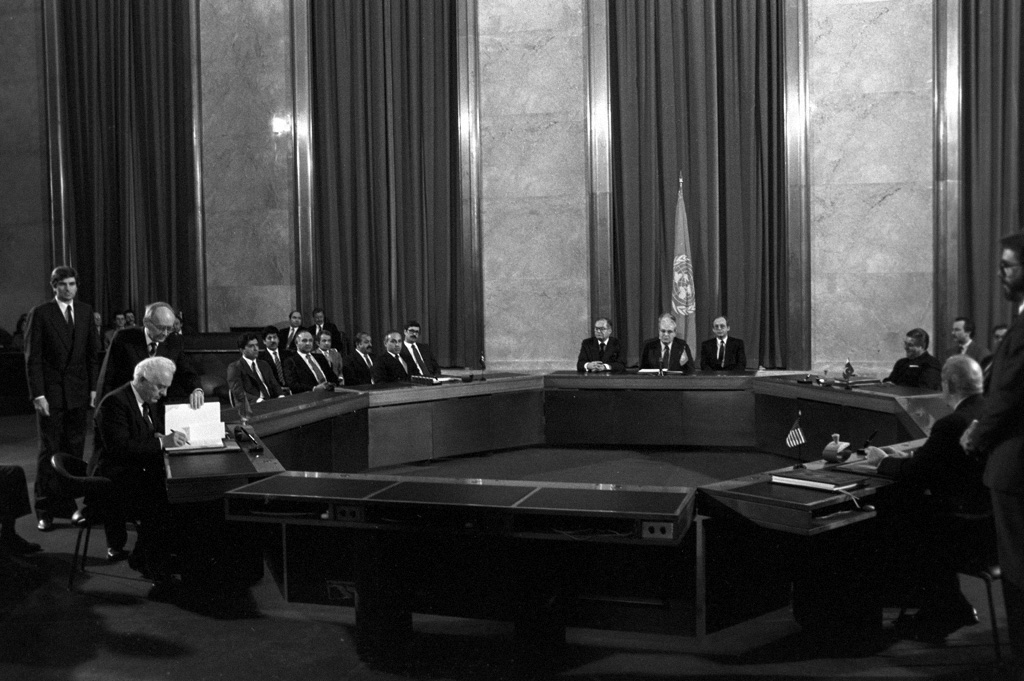
14 avril : accords de Genève.

- 14 avril : l’Union soviétique s’engage à Genève à retirer son corps expéditionnaire d’Afghanistan[45].
- 15 avril : découverte d’une nouvelle île au nord de Bornéo nommée Pulau Batu Hairan[46].
- 22 avril : prise d’otages d’Ouvéa (Nouvelle-Calédonie), lors duquel 24 gendarmes sont pris en otages par des Kanaks et 4 autres assassinés à la hache et au fusil de chasse[47].
- 24 avril : élections régionales en Nouvelle-Calédonie[48].
- 30 avril-30 octobre : exposition internationale de Brisbane[49].
- 5 mai : prise d’assaut de la grotte d’Ouvéa ; 19 Kanaks et 2 militaires sont tués (12 Kanaks d’une balle dans la tête)[47]. Une polémique entoure cet assaut, les militaires étant accusés d’avoir laissé mourir ou tué arbitrairement des Kanaks. Michel Rocard le reconnaitra en 2008[50].

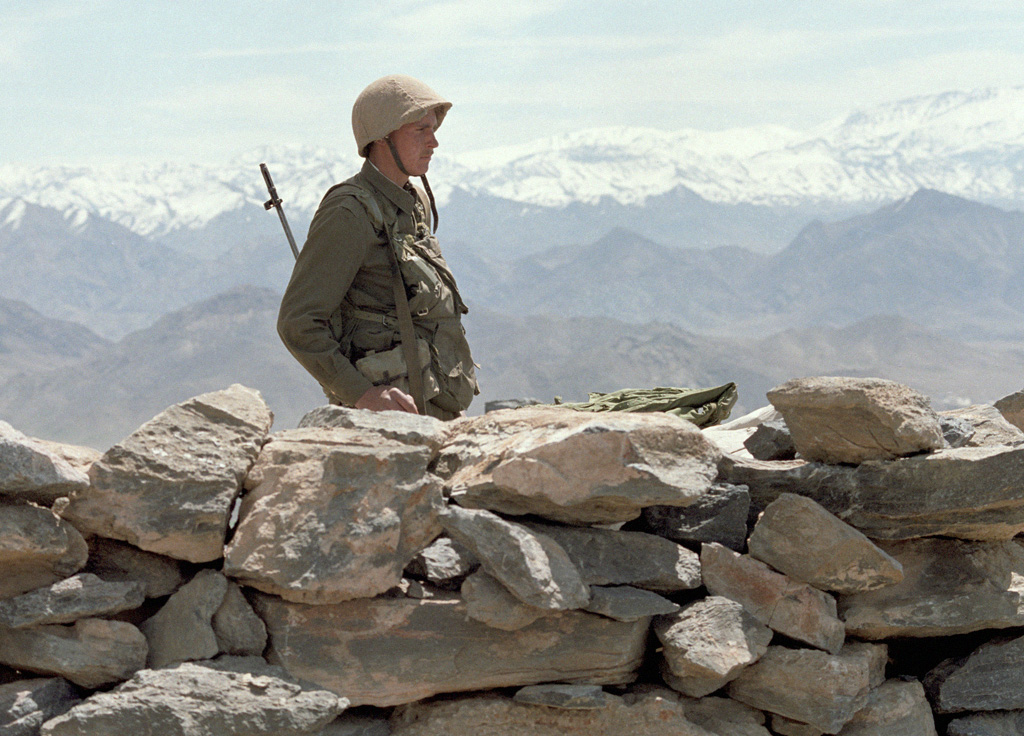
15 mai : retrait des Soviétiques d’Afghanistan

- 15 mai, guerre d’Afghanistan : début du retrait des Soviétiques d’Afghanistan[1] (fin en février 1989) Les chiffres officiels (mai) indiquent que 13 310 soldats soviétiques ont été tués et 35 478 blessés au cours des combats.
- 15 juin : le dalaï-lama, en visite privée, présente au Parlement européen de Strasbourg une nouvelle proposition officielle de négociation avec la Chine pour la résolution de la question du Tibet, et développant son Plan de paix en cinq points pour le Tibet présenté au Congrès des États-Unis à Washington le 21 septembre 1987. Il renonce à l’indépendance politique en échange d’une autonomie renforcée. Le gouvernement chinois juge ces propositions inacceptables[51].
- 22 juin : Do Muoi, Premier ministre du Viêt Nam (fin le 8 août 1991)[52].
- 26 juin : accords de Matignon entre Kanaks et caldoches sur l'avenir de la Nouvelle-Calédonie, parrainé par le Premier ministre français Michel Rocard. Ils permettent de ramener le calme[47].
- 23 juillet, Birmanie : devant le mouvement populaire de protestation, Ne Win démissionne de la présidence du parti socialiste birman, déclenchant une période de forte instabilité politique[53].
- 24 juillet et 9 août : élections législatives anticipées en Thaïlande. Le 9 août, le général Chatichai Choonhavan forme un gouvernement civil de coalition (fin le 23 février 1991)[54].
- 31 juillet : attentats à Srinagar. Le Jammu Kashmir Liberation Front (en) (JKLF) commence la lutte armée pour l’indépendance du Cachemire[55].
- 8 août : sommet des manifestations pacifiques demandant l'établissement de la démocratie en Birmanie[53].
- 17 août : mort du président Muhammad Zia-ul-Haq au Pakistan dans un crash aérien[56].
- 20 août : un tremblement de terre de magnitude 6.8 fait 1 450 victimes à la frontière entre l’Inde et le Népal[57].
- 26 août, Birmanie : discours d’Aung San Suu Kyi à la pagode Shwedagon, sa première intervention publique ; le 27 septembre, elle fonde la Ligue nationale pour la démocratie, avec les anciens généraux Aung Gyi et Tin Oo[53].
- 3 septembre : référendum en Australie[58].
- 16 septembre : discours de Gorbatchev à Krasnoïarsk concernant le désarmement en Asie et dans le Pacifique[1].
- 18 septembre, Birmanie : Le général Saw Maung, chef d’état-major sous Ne Win, sort vainqueur de la lutte sanglante pour le pouvoir (massacre des manifestants) et instaure un gouvernement militaire, le Conseil de restauration de la loi et de l’ordre de l'État (SLORC)[53].
- 6 novembre : référendum sur l’autodétermination en Nouvelle-Calédonie[59].
- 16 novembre : le Parti du peuple pakistanais remporte les élections législatives pakistanaises[56].
- 22 novembre : mouvement séparatiste à Bougainville (Papouasie-Nouvelle-Guinée)[60].
- 25 novembre, Japon : enlèvement de Junko Furuta, jeune lycéenne de 17 ans, torturée, violée et assassiné le 4 janvier 1989 par ses ravisseurs, quatre garçons de 16 à 18 ans[61].

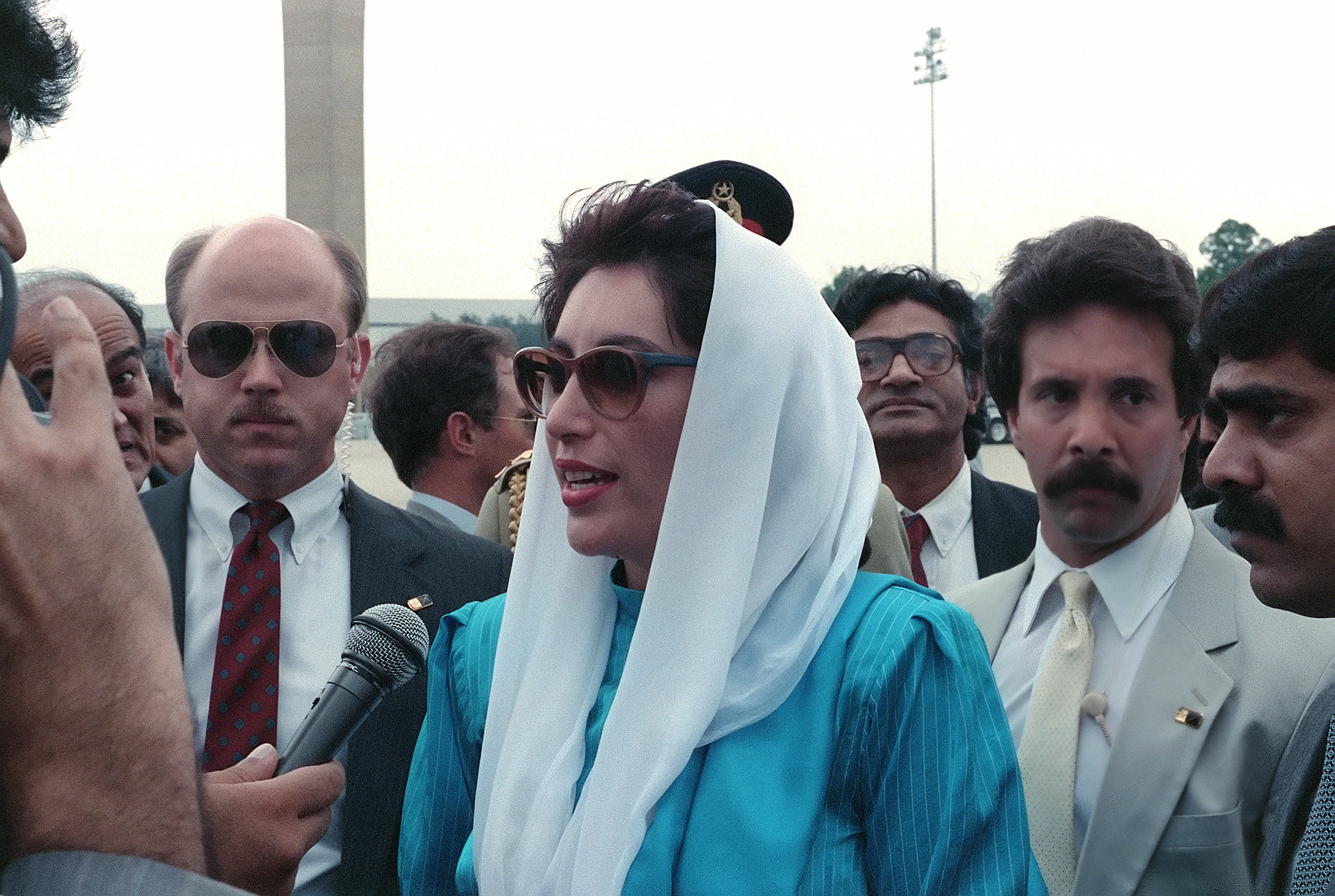
Benazir Bhutto en visite à Washington en juin 1989.

- 2 décembre : Benazir Bhutto devient Premier ministre, première femme à accéder démocratiquement à une telle fonction dans un pays musulman[56].
- 29-31 décembre : quatrième sommet de la SAARC à Islamabad. Rajiv Gandhi se rend au Pakistan où de nouveaux accords sont signés avec Benazir Bhutto[62].

### Proche-Orient
- 8 janvier, Intifada : un communiqué des « Forces nationales palestiniennes » lance un mot d’ordre de grève générale. Le 10 janvier est mis sur pied la Direction patriotique unifié du soulèvement, qui réclame l’intensification de la lutte et l’édification d’un État palestinien indépendant[63]. Du 11 au 13 janvier, les commerçants palestiniens entrent en grève dans les centres urbains des Territoires occupés. Dans les campagnes, des barrages sont dressés sur les routes Yitzhak Rabin est chargé de réprimer l’insurrection, qui prend une ampleur considérable. Une partie des islamistes se rallient tandis que les plus radicaux forment dès décembre 1987 le Mouvement de la résistance islamique (Hamas) dont le programme est la lutte permanente et la disparition totale de l’État d’Israël[64]. L’Intifada s’organise autour de comités populaires chargés de mettre en œuvre les consigne de la direction unifiée : grèves, boycott des marchandises israéliennes, refus de payer les taxes israéliennes, etc. Le soulèvement fait en moyenne un mort palestinien par jour. Environ 15 000 Arabes sont emprisonnés. Peu à peu, les Territoires occupés cessent d’être pour Israël une source de revenus et deviennent une charge financière.
- 17 février : enlèvement du colonel américain William R. Higgins (en), commandant en chef de l'ONUST[65].

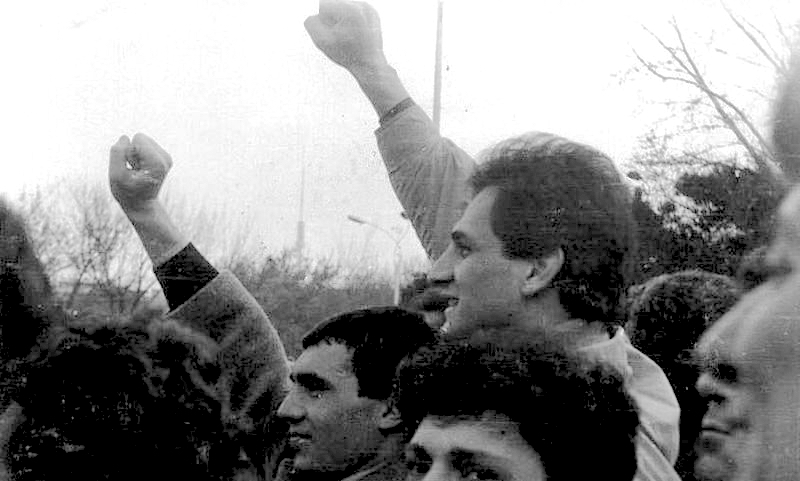
Manifestation à Erevan durant l’été. En Arménie, le Comité Karabakh, formé par un groupe d’intellectuels, se fait le porte-parole des aspirations à la démocratisation, à la liberté et à la souveraineté nationale. La question du Haut-Karabagh débouche sur un conflit sanglant avec l’Azerbaïdjan.

- 20 février : le Soviet de l’enclave arménienne du Haut-Karabagh, située en Azerbaïdjan, profite du climat de réformes instauré par Mikhaïl Gorbatchev, et réclame officiellement son rattachement à l’Arménie. Devant le refus du Politburo du Parti communiste de l’Union soviétique (22 février), de gigantesques manifestations populaires et des grèves éclatent à Erevan et à Stepanakert (capitale du Haut-Karabagh). Elles marquent le « réveil national » du peuple arménien. Gorbatchev appelle au calme le 24 février[66].
- 25 février : le Secrétaire d’État américain George Shultz entame une tournée au Proche-Orient[67]. Entre la fin février et le début de juin, il s’y rend quatre fois pour défendre son plan de paix dévoilé le 4 mars[68] : il appelle à la tenue rapide de négociations entre Israël et une délégation jordano-palestinienne, pour aboutir à un accord intérimaire sur les territoires occupés puis à une discussion sur leur statut définitif selon le principe « terres contre paix ». Shimon Peres approuve le plan américain mais le chef du gouvernement Ariel Sharon le refuse. George Shultz propose une participation de l’OLP aux négociations en échange de la reconnaissance d’Israël de la résolution 242. La Jordanie rejette l’idée de délégation commune avec les Palestiniens et l’OLP demande un dialogue direct israélo-palestinien dans le cadre d’une conférence internationale.
- 28-29 février : pogrom de Soumgaït. La ville de Soumgaït, important centre industriel proche de Bakou, est le lieu d’un véritable pogrom. Plusieurs dizaines d’Arméniens sont assassinés et des centaines d’autres blessés[66].
- 16 - 19 mars : l’aviation irakienne bombarde la population kurde du Kurdistan irakien (Halabja) avec des bombes à chargement chimique. 5 000 civils kurdes sont tués[69].
- 17 mars : nouvelle manifestation Stepanakert[66].

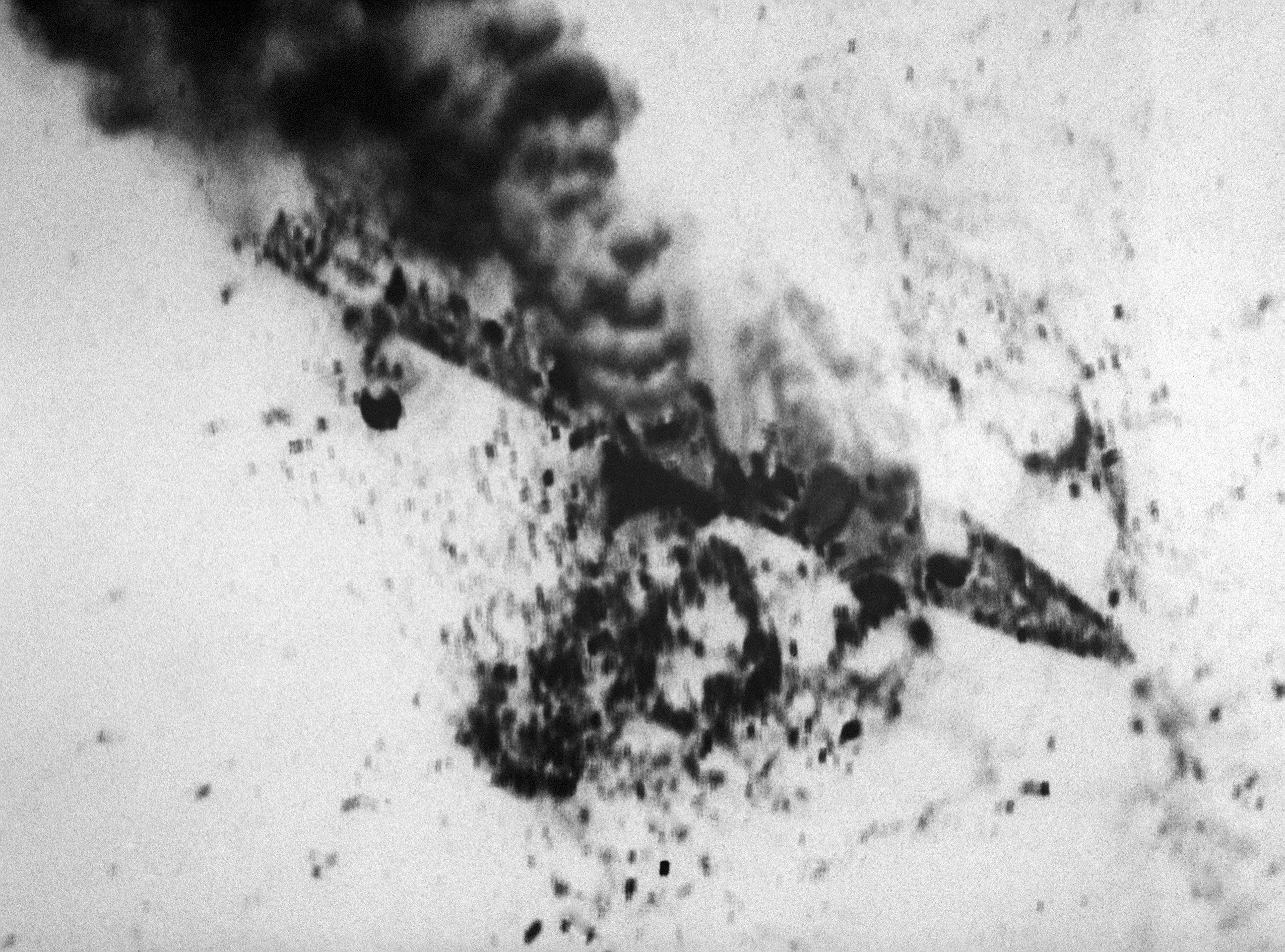
18 avril : bataille des plates-formes pétrolières Sassan et Sirri

- 16 - 18 avril, guerre Iran-Irak : l’Irak repasse à l’offensive et reprend Fao, puis multiplie les victoires[70]. En juillet, le territoire iranien est à nouveau menacé.
- 18 avril : bataille des plates-formes pétrolières Sassan et Sirri dans le Golfe Persique entre l’US Navy et la marine iranienne[71].
- 4 mai : libération des trois derniers otages français au Liban, Jean-Paul Kauffmann, Marcel Carton et Marcel Fontaine, après trois ans de captivité[72].
- 2 juin : l’ayatollah Khomeini nomme Hachemi Rafsandjani, commandant en chef des armées iraniennes[73].
- 12 juin : la région autonome du Haut-Karabagh déclare en sécession vis-à-vis de l’Azerbaïdjan[74].
- 3 juillet : le vol 655 Iran Air est abattu par erreur par des missiles américains au-dessus du golfe Persique, entraînant la mort de 290 civils dont 66 enfants[75].

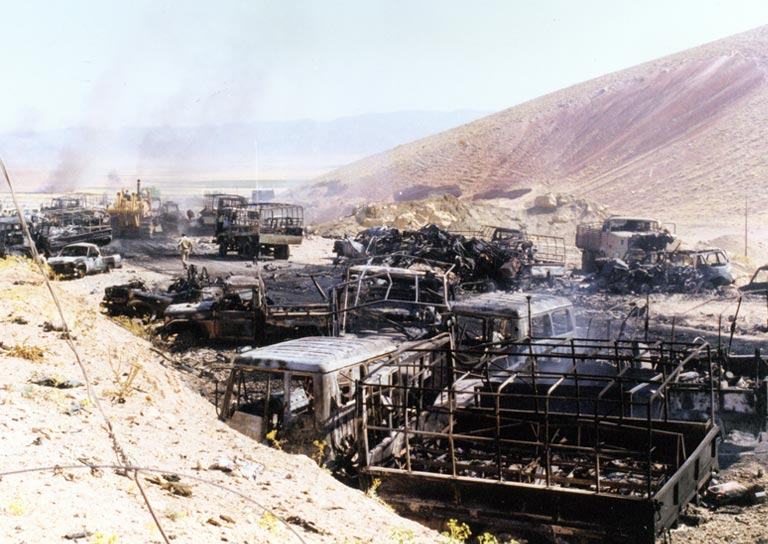
27 juillet : opération Mersad. Fin de la Guerre Iran-Irak.

- 18 juillet : Téhéran accepte la résolution 598 du Conseil de sécurité des Nations unies. Le cessez-le-feu est opérationnel le 20 août[77]. Peu après cette annonce, de 2 800 à 3 800 prisonniers politiques iraniens sont exécutés entre août se septembre[78].
- 31 juillet : le roi Hussein de Jordanie accepte que la Cisjordanie ne fasse plus partie de son royaume[79]. Il cesse d’être le représentant des Palestiniens. Il y a alors 1 170 000 Palestiniens dans les territoires occupés (75 % de plus depuis 1967).
- 18 août : premier échec de l’élection présidentielle au Liban faute de quorum. La Syrie soutient Soleimane Frangié. L’armée libanaise et les Forces libanaises s’y opposent avec l’appui de l’Irak. Samir Geagea et Michel Aoun parviennent à empêcher l’élection de Frangié[80].
- 20 août : fin de la guerre Iran-Irak grâce à un cessez-le-feu organisé par l’ONU (1 million de morts pour un statu quo). Le 25 août, une conférence internationale s’ouvre alors à Genève autour des belligérants, qui n’arrivent pas à s’accorder sur la question des frontières internationales et sur l’échange des prisonniers[77]. Après la mort de Khomeini le 3 juin 1989, les luttes de pouvoir à Téhéran ne permettent plus d’obtenir une décision diplomatique.
- 13 septembre :
  - devant le groupe socialiste du Parlement européen à Strasbourg, Yasser Arafat renonce au terrorisme et accepte la légalité internationale, thèmes repris dans sa conférence de presse du 15 septembre[81].
  - les États-Unis envoient à Damas Richard Murphy pour négocier avec Assad le soutien à la candidature de Mikhael Daher, député maronite du Akkar, à l’élection présidentielle au Liban. Le 18 septembre, les notables libanais réunis à Baabda refusent l’investiture syro-américaine[82].
- 19 septembre : Israël lance son premier satellite[83].
- 22 septembre : le président libanais Amine Gemayel fait ses adieux au terme de son mandat, sans qu’un successeur ait été désigné ; le Liban n’a plus de président. Le général Michel Aoun est nommé par Amine Gemayel Premier ministre chargé de l’intérim de la présidence du Conseil. Le 23, Salim el-Hoss, chargé de l’intérim gouvernemental depuis la mort de Rachid Karamé refuse de la reconnaître et maintient un gouvernement rival[82].
- 25 septembre : la fête patronale de HERMAN
- 1er novembre : poussée des partis religieux aux élections en Israël. Le Likoud arrive en tête avec un siège de plus que les Travaillistes[84].
- 15 novembre : le Conseil national palestinien proclame à Alger un État palestinien dont la souveraineté s’étend sur la Cisjordanie et sur Gaza, et non sur l’ensemble de l’ancienne Palestine[85].
- 6 décembre : en visite à Stockholm, Yasser Arafat reconnaît implicitement l’État d’Israël[86].

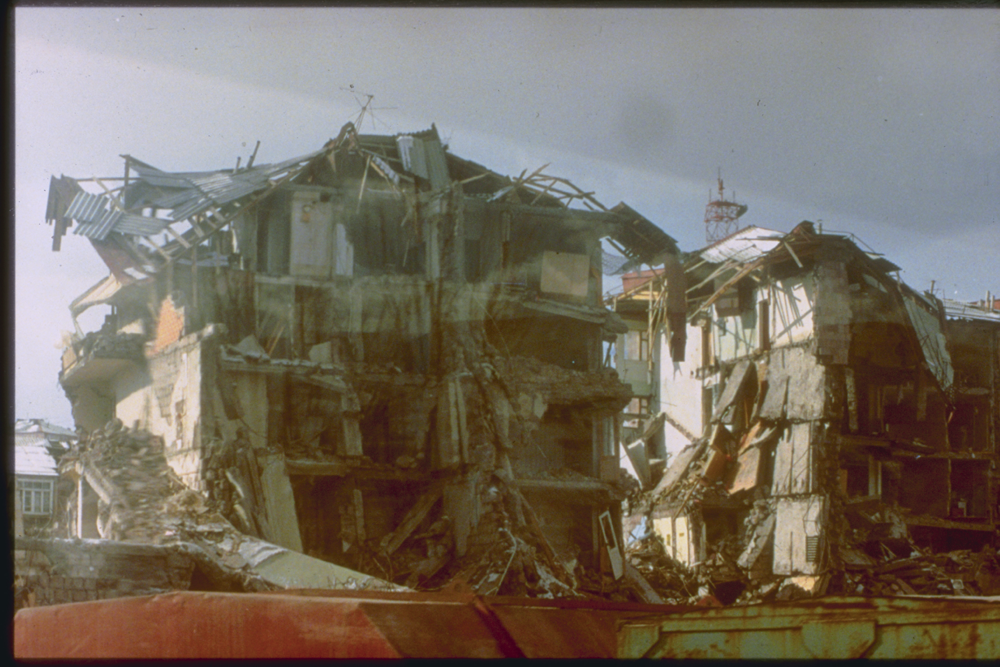
7 décembre : un tremblement de terre en Arménie.

- 7 décembre : un tremblement de terre en Arménie cause la mort de plus de 25 000 personnes et en laisse au moins 400 000 sans abri[57].
- 13 décembre : discours de Yasser Arafat devant la conférence des Nations unies réunie à Genève. Il accepte l’existence d’Israël, admet les résolutions 242 et 338 et dénonce l’action terroriste, dernier point précisé le lendemain lors d’une conférence de presse. Le secrétaire d’État américain George Shultz annonce le même jour que son administration décide « d’engager un dialogue substantiel avec l’OLP » à Tunis[86].
- 22 décembre : en Israël, Yitzhak Shamir prend la tête du gouvernement d’union nationale et conserve une ligne dure face aux ouvertures palestiniennes[87].

### Europe

#### Europe de l’Est
- 3 mars : en république socialiste de Roumanie, Nicolae Ceaușescu annonce un programme de repeuplement forcé prévoyant la démolition de près de 8 000 villages, le relogement des travailleurs agricoles et de leurs familles dans des tours en béton (politique de « systématisation »), et l’édification de monuments grandioses et peu réalistes à la gloire du régime et de son dirigeant, le Conducător[88]. Ceausescu abaisse le niveau de vie des Roumains pour rembourser sa dette extérieure. Des milliers de Hongrois de Transylvanie, menacés dans leur identité, fuient vers la république populaire de Hongrie. La politique des Ceaușescu (sa femme Elena prend de plus en plus d’influence) ruine le pays, mais la population ne bouge pas, terrifiée par la police secrète, la Securitate.
- 13 mars, URSS : affaire Nina Andreeva, une chimiste de Leningrad qui signe un article de presse d’esprit staliniste dans le Sovetskaya Rossiya[89]. L’opposition à Mikhaïl Gorbatchev amorce un retour, mais celui-ci contre-attaque et profite de son prestige de secrétaire général pour faire adopter par la 19e conférence du parti des mesures radicales (28 juin)[90].
- 26 avril-5 mai : vagues de grèves en Pologne provoquées par les hausses de prix, dans les aciéries de Nowa Huta et de Stalowa Wola, puis dans le chantier naval Lénine de Gdansk le 2 mai[91].
- 22 mai : en république populaire de Hongrie, János Kádár est remplacé au poste de secrétaire général par le Premier ministre Károly Grósz qui établit un austère programme économique avec de nouveaux impôts, des suppressions de subventions et la création d’un petit secteur privé[92]. Grósz tempête contre la prétendue « terreur blanche » et y trouve prétexte pour refuser tout pluralisme. Mais il se heurte à l’opinion et le régime doit faire marche arrière. Le gouvernement assouplit la censure, autorise la formation de partis politiques indépendants et reconnaît le droit de grève et de manifestation.
- 24 mai : début d’une vague de manifestations ouvrières en Yougoslavie contre la chute du niveau de vie et la corruption, à la suite des mesures d’austérité prises le 15 mai, en particulier le gel des salaires[93]. Le 6 juillet plusieurs milliers de grévistes envahissement le Parlement fédéral de Belgrade[94].
- 4 juin, à 9:00. 32 min : désastre d’Arzamas. L’explosion de trois wagons de marchandises transportant 117,6 tonnes d’explosifs industriels (hexogène)[95] tue 91 personnes, dont 12 enfants, et fait plus de 700 blessées.
- 10-17 juin : manifestations nocturnes spontanées lors du festival de chanson à Tallinn[96]. Les 16 juin, un Estonien, Vaino Väljas remplace Karl Vaino à la tête de la république socialiste soviétique d’Estonie. Début de la révolution chantante pour l’indépendance des pays baltes, qui culmine le 11 septembre avec plus de 250 000 personnes rassemblées à Tallinn[97].

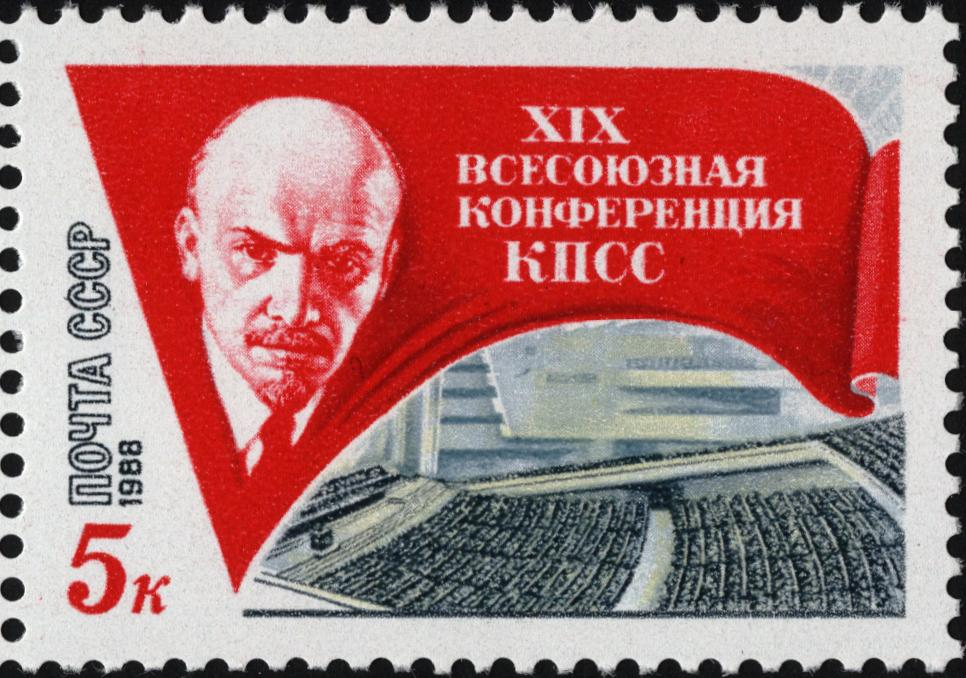
XIXe conférence du Parti communiste de l’Union soviétique.

- 28 juin-1er juillet : XIXe conférence du Parti communiste de l’Union soviétique. Gorbatchev propose une série de réformes constitutionnelles qui doivent transférer le pouvoir du parti à des représentants élus par le peuple, réduire le rôle du parti dans la gestion de l’économie locale et accroître largement le pouvoir du président[98]. Amorce de réformes en URSS sur l’initiative de Mikhaïl Gorbatchev pour plus de transparence (glasnost) et de liberté dans la vie politique, et pour œuvrer à la restructuration sociale et économique (perestroïka). Transfert de responsabilités du Comité central aux entreprises (loi du 30 juin 1987). Loi du 26 mai 1988 sur les coopératives et loi du 19 novembre 1988 favorisant l’établissement d’entreprises privées (comme les réparateurs d’automobiles et de télévision), à condition qu’elles n’emploient pas de salariés directs[99].
- 15 août : grève des mineurs de Silésie. Les grèves se multiplient en république populaire de Pologne pour protester contre la hausse des prix et pour réclamer la légalisation du syndicat Solidarité[91].
- 30 septembre : le plénum extraordinaire du Comité central du PCUS élimine du Politburo les conservateurs, dont Andreï Gromyko et Egor Ligatchev ; le 1er octobre, Gorbatchev remplace Gromyko au poste de président du Præsidium du Soviet suprême (qu’il occupait depuis 1985)[98].
- 16 novembre : le Soviet suprême de la république d’Estonie déclare la souveraineté de la République ; le 26 novembre, Gorbatchev, président du Præsidium du Soviet suprême, invalide cette décision jugée incompatible avec les lois soviétiques[100].

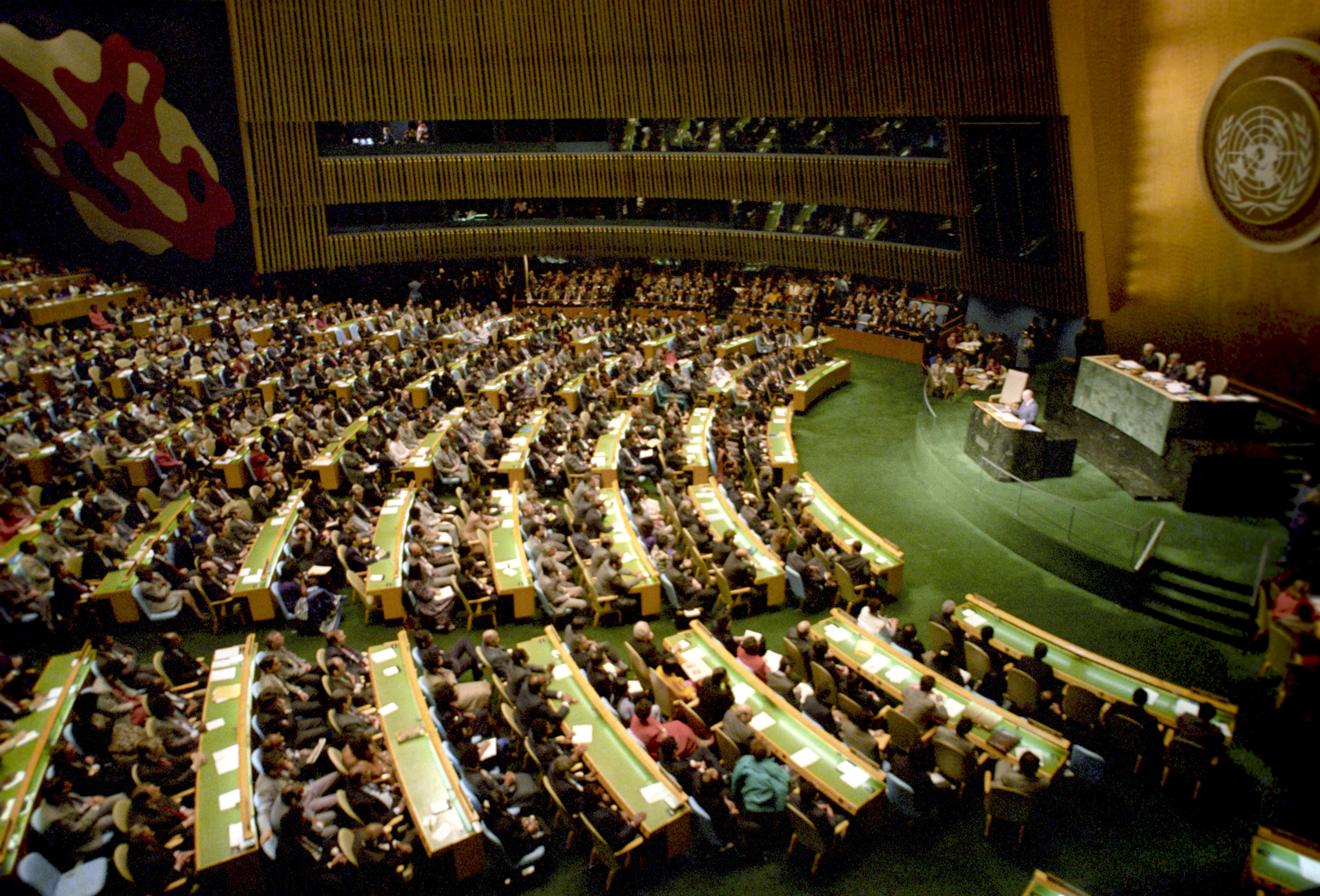
7 décembre : Mikhaïl Gorbatchev devant l’Assemblée générale des Nations unies.

- 7 décembre : lors de l’Assemblée générale des Nations unies Gorbatchev annonce une réduction unilatérale des forces conventionnelles, notamment en Europe de l’Est et le long de la frontière sino-soviétique[98].

#### Europe de l’Ouest
- 30 janvier - 2 février, Davos : premier sommet entre la Grèce et la Turquie depuis 1978 lors du forum économique mondial[101].
- 9 février, Royaume-Uni : Income and Corporation Taxes Act (en)[102] (loi relative aux impôts sur le revenu et sur les sociétés). Baisse du taux standard de l’impôt sur le revenu à 25 %, tandis que le taux maximal tombe à 40 %.
- 13 février : le Conseil européen extraordinaire de Bruxelles réunissant les douze membres de la CEE s’accorde sur une réforme du financement de la CEE[103]. Il rend possible l’ouverture d’un marché unifié le 1er janvier 1993 et comprend une clause prévoyant une hausse de 100 % de l’aide accordée par les pays du Nord aux pays du Sud en 1993.
- 19 février : publication de l’encyclique Sollicitudo rei socialis sur la question sociale (datée du 30 décembre 1987)[104].
- 2-3 mars : sommet de l’OTAN à Bruxelles. Il porte en priorité les négociations visant à réduire les forces conventionnelles en Europe[105].
- 3 mars : formation au Royaume-Uni du parti libéral démocrate, né de l’alliance du parti libéral et du parti social-démocrate et dirigé par Paddy Ashdown[106]. Il ne réalise que 6 % des suffrages aux élections européennes de juin 1989.
- 6 mars : opération Flavius ; trois membres de l'IRA provisoire soupçonnés de préparer une attaque à la bombe sont tués à Gibraltar par le SAS britannique[107].
- 8 mai : élection présidentielle française. François Mitterrand est réélu avec 54 % des voix. Le 10 mai, il nomme Michel Rocard Premier ministre et dissout l’assemblée le 14 mai. Fin de la première cohabitation[108].
- 9 mai : l’élection de Wilfried Martens comme Premier ministre en Belgique (son huitième mandat) clôt une crise politique ouverte en décembre 1987. Il forme un cabinet de centre gauche[109].
- 10 mai : élections législatives danoises[110] ; le conservateur Poul Schlüter forme un troisième gouvernement de coalition le 3 juin[111].
- 5-12 juin : élections législatives françaises[108].
- 13 juin : lors du sommet de Luxembourg, les ministres des finances de la CEE décident de libéraliser les mouvements de capitaux pour le 1er juillet 1990[112].
- 25 juin : reconnaissance mutuelle de l’URSS et de la CEE[113].
- 26 juin : Accident de train à Paris Gare de Lyon. (RER D)
- 28 juin : le Conseil européen de Hanovre met en place le Comité Delors chargé d’étudier la mise en place de l’Union économique et monétaire[114].
- 3 juillet : triple meurtre d’Åmsele, en Suède[115].
- 6 juillet :
  - catastrophe de la plate-forme pétrolière Piper Alpha en mer du Nord qui provoque 167 morts[116].
  - à la suite de la résolution adoptée par le Parlement européen le 13 décembre 1985, le Bureau du Parlement européen institue le prix Sakharov pour la liberté de l’esprit[117], décerné pour la première fois le 13 février 1989 à Nelson Mandela
- 11 juillet : attentat terroriste contre le City of Poros, alors qu’il effectue une croisière au large de la Grèce, trois Palestiniens armés ouvrent le feu sur les touristes, faisant 9 morts et 100 blessés[118].
- 18 juillet-7 août : la XIIe conférence de l’Église anglicane à Lambeth admet l’ordination épiscopale des femmes[119].
- 29 juillet : Education Act au Royaume-Uni donnant aux établissements une importante marge de manœuvre en matière de budget et de recrutement des enseignants[120]. Elle impose un programme national obligatoire dans une dizaine de matières et un examen national de fin d’étude secondaire (GCSE).
- 24 août : à Genève, les Chypriotes turcs et grecs entament un dialogue[121].
- 14 novembre : adhésion de l’Espagne et du Portugal à l’Union de l’Europe occidentale par le protocole de Londres[105].
- 18 septembre : victoire du Parti social-démocrate aux élections législatives suédoises, qui permet à Ingvar Carlsson de rester Premier ministre[122].
- 20 septembre : dans le discours de Bruges, Margaret Thatcher s’oppose à la perspective d’un État européen, un véritable « cauchemar », une forme de « centralisme bureaucratique »[103].
- 1er décembre : nouveau traité de défense et de coopération entre l’Espagne et les États-Unis[123]. Il prévoit le démantèlement de la base américaine de Torrejón, près de Madrid.
- 14 décembre : grève générale du 14-D (es) en Espagne[124].
- 21 décembre : attentat contre le vol 103 Pan Am qui explose en vol au-dessus du village de Lockerbie en Écosse[125].

## Décès en 1988

Jean-Michel Basquiat

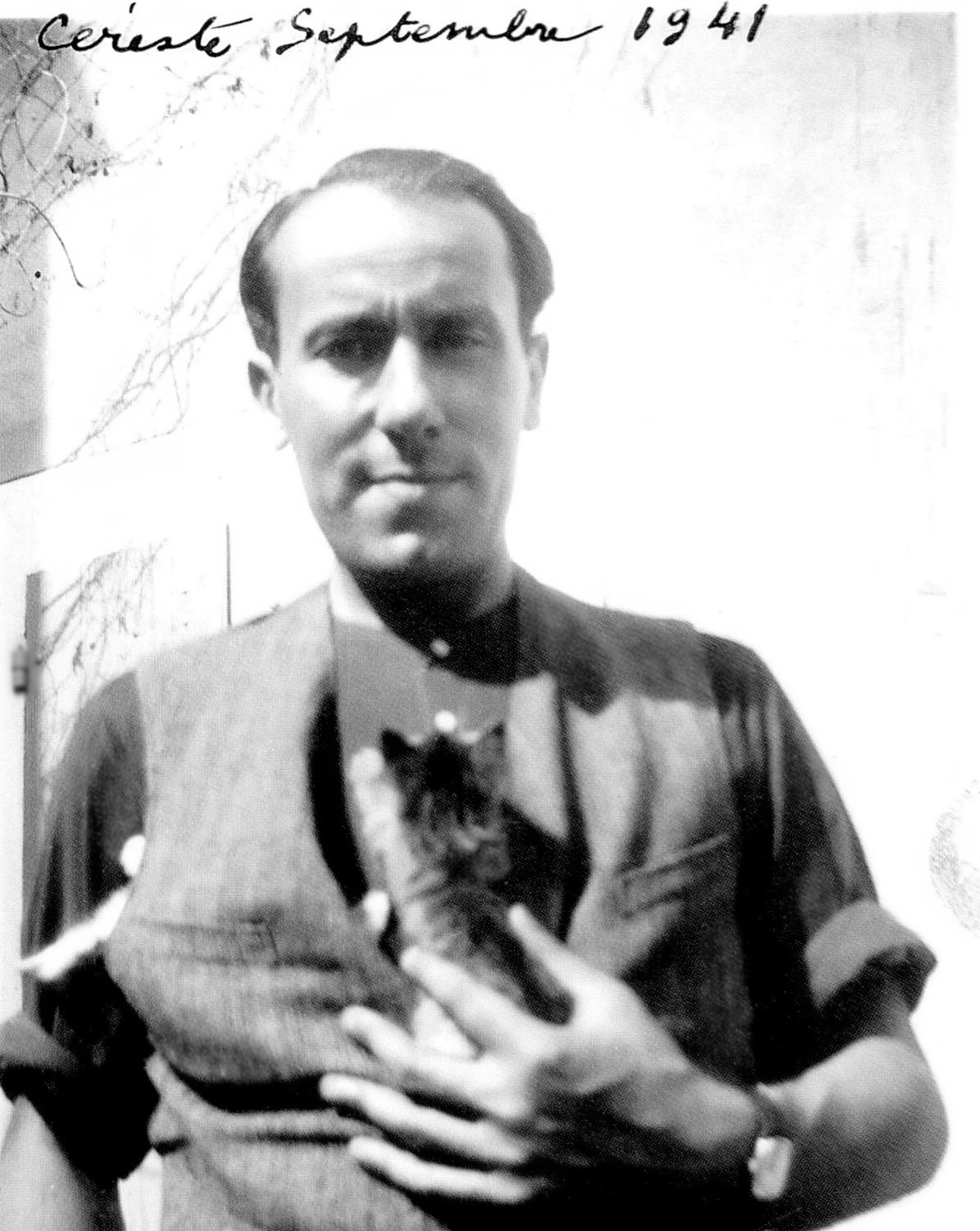
René Char

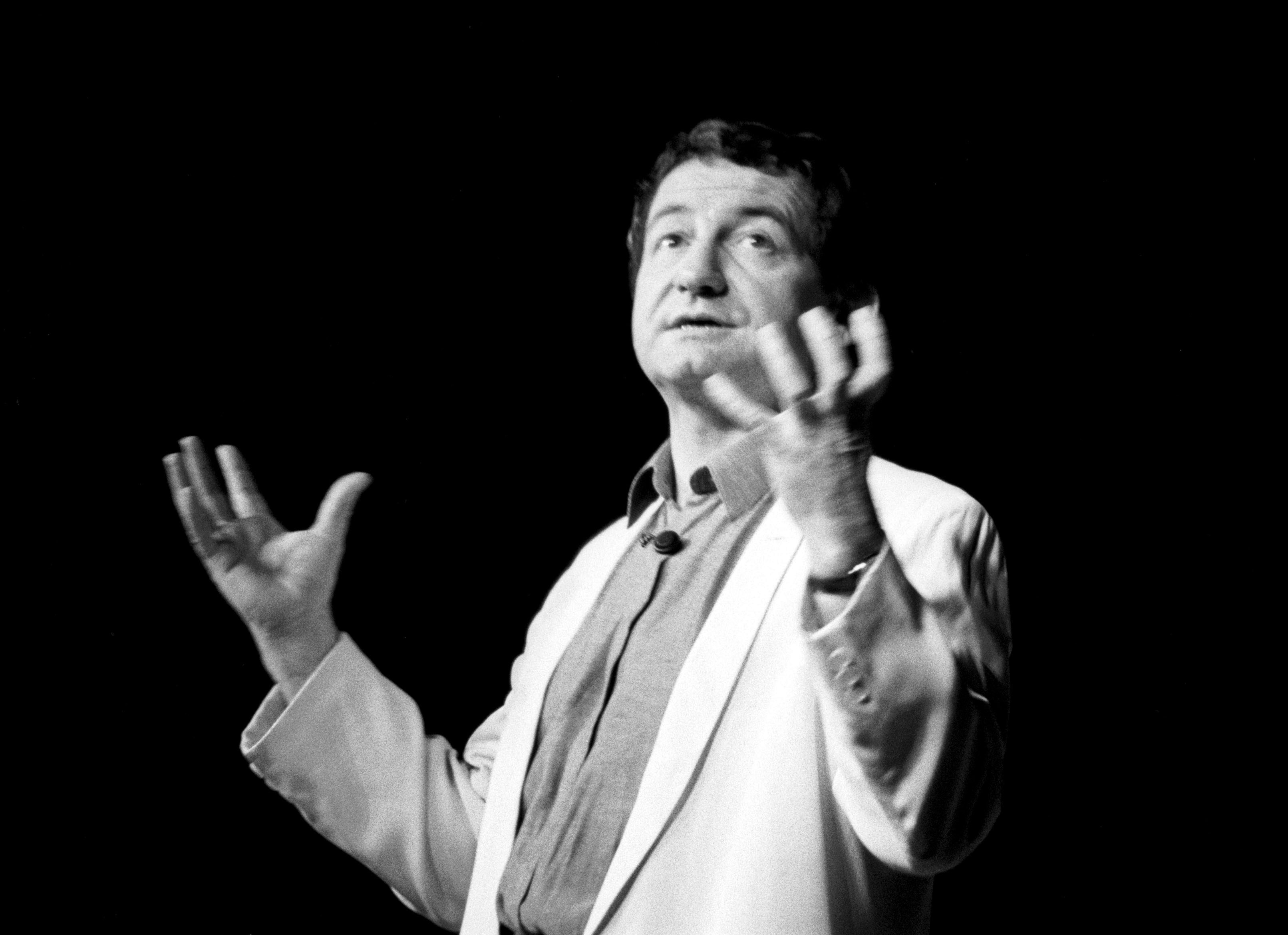
Pierre Desproges.

Personnalités majeures décédées en 1988
- 3 janvier : Gaston Eyskens (homme politique belge)
- 14 janvier : Gueorgui Malenkov (homme politique soviétique)
- 17 février : Alain Savary (homme politique français)
- 19 février : René Char (poète français)
- 30 mars : Edgar Faure (homme politique français)
- 18 avril : Pierre Desproges (humoriste français)
- 13 mai : Chet Baker (trompettiste et chanteur de jazz américain)
- 6 août : Francis Ponge (poète français)
- 8 août : Félix Leclerc (chanteur québécois)
- 12 août : Jean-Michel Basquiat (peintre américain)
- 14 août : Enzo Ferrari (pilote automobile et industriel italien)
- 25 août : Françoise Dolto (pédiatre et psychanalyste française)